# خط لوله میسیسیپی کنیون
خط لوله میسیسیپی کنیون (انگلیسی: Mississippi Canyon Pipeline) یک خط لوله انتقال گاز طبیعی است که گاز را از منطقه دریایی میسیسیپی کنیون در خلیج مکزیک به لوئیزیانا می‌رساند. این خط لوله در اکتبر ۱۹۹۶ راه‌اندازی شد. این خط لوله متعلق به انبریج است.

## اطلاعات فنی
طول خط لوله ۴۵ مایل (۷۲ کیلومتر) است. قطر آن ۳۰ اینچ (۷۶۰ میلیمتر) و ظرفیت ۸ میلیارد متر مکعب گاز طبیعی در سال است.